# Vuelta a Guatemala

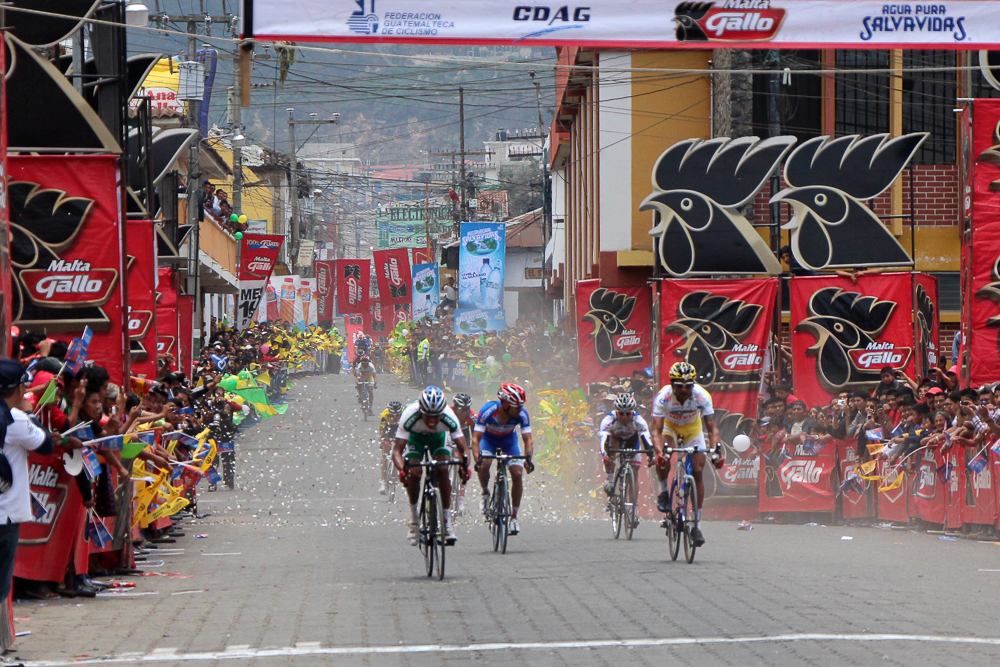
Vuelta a Guatemala (Sololá, 2013)

Vuelta a Guatemala – wieloetapowy wyścig kolarski rozgrywany corocznie od 1957 w Gwatemali.
Pierwsza edycja imprezy miała miejsce w 1957. W 2002 wyścig znalazł się w kalendarzu UCI z kategorią 2.5, a w 2005 został włączony do UCI America Tour z kategorią 2.2.
Początkowy zwycięzca edycji z 2009, Nery Felipe Velásquez, został zdyskwalifikowany za doping, a jego wynik anulowano, dokonując przesunięć na kolejnych pozycjach w klasyfikacji generalnej – nowym zwycięzcą został Juan Carlos Rojas. Podobnych zmian dokonano również w klasyfikacji końcowej edycji z 2004, gdy zdyskwalifikowano między innymi czterech pierwszych kolarzy w klasyfikacji generalnej.

## Zwycięzcy
Opracowano na podstawie:
| Rok  | Pierwsze                   | Drugie                          | Trzecie                   |
| ---- | -------------------------- | ------------------------------- | ------------------------- |
| 1957 | Jorge Surqué               | Jorge Armas                     | Román Teja                |
| 1958 | Hernán Medina              | Honorio Rúa                     | Roberto Buitrago          |
| 1959 | Aureliano Cuque            | Jorge Surqué                    | Carlos Rafael González    |
| 1960 | Jorge Alfonso Luque        | Eduardo Bustos                  | Aureliano Cuque           |
| 1961 | Aureliano Cuque            | Rogelio Hernández Santibáñez    | José Manuel López         |
| 1962 | Esteban Martín             | Joel Aquino                     | Sabas Cervantes           |
| 1963 | Juan Pontaza               | Sabas Cervantes                 | Joel Aquino               |
| 1964 | Rubén Darío Gómez          | Pablo Enrique Hernández         | Juan Pontaza              |
| 1965 | José Segú                  | Ventura Díaz                    | Luís Enrique Pineda       |
| 1966 | Saturnino Rustrián         | Joel Aquino                     | Gustavo Rincón            |
| 1967 | Benigno Rustrián           | Jorge Colindres                 | Saturnino Rustrián        |
| 1968 | Manuel Galera              | Gustavo Rincón                  | Saturnino Rustrián        |
| 1969 | Fulgencio Sánchez          | Enrique Sahagún                 | Josep Albelda Tormo       |
| 1970 | Josep Albelda Tormo        | Juan Manuel Santisteban Lapeire | Antonio Menéndez González |
| 1971 | Mario Nufio                | Virgilio Pineda                 | Saturnino Rustrián        |
| 1972 | Samuel Herrera             | Saturnino Rustrián              | Mario Nufio               |
| 1973 | Luis Leonardo Tovar        | Carlos Campaña                  | Alberto Duarte Bernal     |
| 1975 | Manuel Cejas               | Areliano Hernandez              | Tito Lugo                 |
| 1976 | José Patrocinio Jiménez    | Wilfredo Insuasti               | Carlos Siachoque          |
| 1977 | José Patrocinio Jiménez    | Carlos Siachoque                | Luis Enrique Murillo      |
| 1979 | Bernardo Colex             | Tito Lugo                       | Ignacio Mosqueda          |
| 1980 | Samuel Cabrera             | Israel Corredor                 | Antônio Silvestre         |
| 1981 | Héctor Dubón               | Alexis Villalobos               | Miguel Arias              |
| 1982 | Rafael Tolosa              | Martín Ramírez                  | Jesús María Segura        |
| 1983 | Víctor Castañeda           | Héctor Patarroyo                | Glenn Sanders             |
| 1984 | Edín Roberto Nova          | Antonio Londoño                 | Óscar Vargas              |
| 1985 | Héctor Patarroyo           | Robenson Pacheco                | Andrés Brenes             |
| 1986 | Josué López                | Juan Carlos Arias Acosta        | Marco Quezada             |
| 1987 | Orlando Castillo           | Jair Bernal                     | Dubán Ramírez             |
| 1988 | Edín Roberto Nova          | Leonardo Obispo                 | Luis Morera               |
| 1989 | Dinael Vargas              | Edín Roberto Nova               | Jair Bernal               |
| 1990 | Adolfo Rico                | Raúl Gómez Suárez               | Edín Roberto Nova         |
| 1991 | Andrés Brenes              | Gustavo Mesén                   | Alfredo Zamora            |
| 1992 | José Castelblanco          | Jair Bernal                     | Hugo Bolívar              |
| 1993 | José Robles                | Luis Cárdenas                   | José Castelblanco         |
| 1994 | Eliecer Valdés             | Adolfo Rico                     | José Ibáñez               |
| 1995 | Jairo Hernández            | Ismael Sarmiento                | Luis Cárdenas             |
| 1996 | Graciano Fonseca           | Ismael Sarmiento                | Raúl Gómez Suárez         |
| 1997 | Rodolfo Muj                | John Lieswyn                    | José Robles               |
| 1998 | Ismael Sarmiento           | Ubaldo Mesa                     | Julio César Rangel        |
| 1999 | Fernando Wilfredo Escobar  | Luis Orán Castañeda             | Miguel Arroyo             |
| 2000 | Fermín Méndez              | Gregorio Ladino                 | Alexis Rojas              |
| 2001 | Gregorio Ladino            | Ismael Sarmiento                | Álvaro Lozano             |
| 2002 | Víctor González            | José Daniel Bernal              | Amílcar Gramajo           |
| 2003 | César Salazar              | Julio César Rangel              | Mauricio Ortega           |
| 2004 | Paulo Vargas               | Gregorio Ladino                 | Carlos Maya               |
| 2006 | Juan Carlos Rojas Villegas | Hernán Darío Muñoz              | Juan Alberto Solís        |
| 2007 | Carlos López               | Rafael Montiel                  | Carlos José Ochoa         |
| 2008 | Manuel Medina              | Johnny Morales                  | Eduin Becerra             |
| 2009 | Juan Carlos Rojas Villegas | Ismael Sarmiento                | Manuel Medina             |
| 2010 | Giovanny Báez              | Juan Pablo Suárez               | Francisco Colorado        |
| 2012 | Ramiro Rincón              | Freddy Piamonte                 | Román Villalobos          |
| 2013 | Óscar Eduardo Sánchez      | Jonathan Millán                 | Sebastián Tamayo          |
| 2014 | Alex Cano                  | Francisco Colorado              | Óscar Sevilla             |
| 2015 | Román Villalobos           | Jahir Pérez                     | Manuel Rodas              |
| 2016 | Román Villalobos           | Manuel Rodas                    | Víctor García             |
| 2017 | Manuel Rodas               | Alfredo Ajpacajá                | Álder Torres              |
| 2018 | Alfredo Ajpacajá           | Manuel Rodas                    | Jonathan de León          |
| 2019 | Manuel Rodas               | Alfredo Ajpacajá                | Mardoqueo Vásquez         |
| 2020 | Mardoqueo Vásquez          | Santiago Ordóñez                | Byron Guamá               |
| 2022 | Mardoqueo Vásquez          | Jahir Pérez                     | Santiago Montenegro       |
| 2023 | Gerson Toc                 | Byron Guamá                     | Stalin Puentestar         |
| 2024 | Robinson Fabián López      | Mardoqueo Vásquez               | David Gonzalez            |